# Khotang (dystrykt)

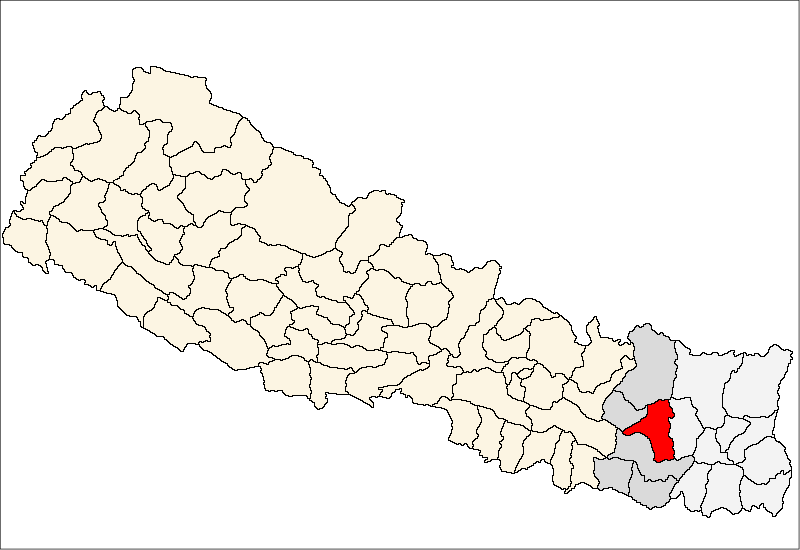
Dystrykt Khotang

Dystrykt Khotang (nep. खोटाङ) – jeden z siedemdziesięciu pięciu dystryktów Nepalu. Leży w strefie Sagarmatha. Dystrykt ten zajmuje powierzchnię 1591 km², w 2011 r. zamieszkiwało go 206 312 ludzi. Stolicą jest Diktel.